# Alchemilla parapersica
Alchemilla parapersica é uma espécie de rosácea do gênero Alchemilla, pertencente à família Rosaceae.